# بوب هاريل
بوب هاريل (بالإنجليزية: Bob Harrell)‏ هو لاعب كرة قدم أمريكية أمريكي، ولد في 25 سبتمبر 1915، وتوفي في 2 ديسمبر 2002.